# ランペイジ (漫画)
『ランペイジ』は、吉永裕ノ介による日本の漫画作品。現在は無料ウェブコミック誌『COMIC メテオ』（ジー・モード）にて不定期連載中。しかし実際には最新話である第20話が2008年11月に更新されて以来、新作の発表が無い状態にある。
三国志を題材としているが、劉備などが女性として登場したり人間離れした能力を持つ人物が多数存在するなど、ファンタジー要素が強い作品である。

## 概要
当初は吉永裕介名義で2003年12月発売の『ヤングマガジンアッパーズ』（講談社）2004年No.2より連載が開始されたが、同誌が同年No.21にて休刊したため第18話にて連載が終了してしまう。全3巻で発行された単行本には雑誌掲載分が全て収録されたものの、続編等の展開については2004年11月時点で「権利関係などをクリアすれば」という全く未定な状態であった。なおこの講談社時代に限って、タイトルロゴの脇に「RAMPAGE」という英語表記が併記されていた。
しかし連載終了から約3年後、当時吉永が「ブレイク ブレイド」を連載していた無料ウェブコミック誌『FlexComixブラッド』（フレックスコミックス）にて、2007年9月19日より吉永裕ノ介名義で第1話からの再録連載が開始。後に『FlexComixブラッド』から派生した『FlexComixネクスト』に移籍する。この再録連載ではほぼ全ページに渡って加筆修正や写植の変更等が行なわれており、後日新装版としてソフトバンククリエイティブより単行本が発売された。
再録連載をする最中、2008年7月29日に完全新作の第19話が『FlexComixネクスト』にて配信され連載が再開する。当初より不定期連載である事が発表されており、第20話は約4ヵ月後の同年11月25日に配信されたが、第21話以降は2012年現在も配信されていない（配信延期等の告知は一切無い）。この新作2話は、現在も単行本未収録である。
なお『FlexComixネクスト』は2012年9月から10月にかけて、ゲーム関連会社・ジー・モードが運営する無料ウェブコミック誌『COMIC メテオ』に吸収合併。この吸収に合わせて本作も移籍しており、2012年9月26日より同誌にて再録連載が開始されている。

## あらすじ
時は、後漢末。漢王朝はかつての権威を失い、戦乱の世に入ろうとしていた。そんな中、張飛は黄巾の残党に襲われている少女を助けようとするが、反対に殺されてしまう。しかし、張飛は謎の蛇矛の力で蘇り、神仙大戦に巻き込まれていく。

## 登場人物
張飛（ちょうひ）
本作の主人公。字は益徳。一般的な三国志の張飛像とは違って、身長は普通で、虎髭をはやしているわけではないし、体格も平均レベルを越えるものではない。さらに性格においても勇猛とは言いがたく、ヘタレである。
物語冒頭において、黄巾の残党におそわれる英鈴を助けるが、自身は黄巾の残党（のちに呂布と判明）に殺される。しかし、死に際に北斗と南斗に会って、蛇矛の力によって復活、闇の継承者になった。以降は神仙戦争に巻き込まれ（講談社版）、体の支配を蛇矛に渡すことで、超人的な身体能力を発揮できるようになった。のちのちにおいては、蛇矛に体の支配を渡さなくとも、ある程度の戦闘能力を身に付ける。劉備・関羽らと出会い、一度は反発もしたが劉備軍とともに黄巾の乱の平定に尽力した。
劉備（りゅうび）
南華老仙のもとで仙術を学び、女性ながら義勇軍を率いている。ただし、劉備が女性だと知っているのは関羽、簡雍らごく一部の人間だけ。直接的な戦闘能力はないが、「絶対魅了」といった特殊能力があり、紅真珠を構えた状態で眼を合わせた人物を停止させたりすることができる。
関羽（かんう）
劉備の義弟。9尺以上の身長を誇る偉丈夫。戦闘能力においては卓越したものがあり、たった一騎で5千の敵に飛び込み、大将首をあげることができる。初期は矛に操られたとはいえ、劉備の命を狙った張飛をよく思っていなかったが、徐々に張飛を認め始めた。
趙雲（ちょううん）
初登場の時点では黄巾側について劉備軍と対立。しかし、劉備の絶対魅了によって戦闘不能になる。もともと、過去に女性に関するトラウマがあるらしく、劉備の一件以降、よりいっそう女性嫌いに拍車がかかったようである。黄巾の乱平定後は劉備軍に誘われる。しかし、張宝に操られていた村人を殺した張飛・劉備に不信を抱き、これを拒絶した。
簡雍
劉備軍の武将。小太りでドジョウヒゲをはやしているが、女言葉で喋るオカマである。劉備の正体を知る数少ない人物であることから、かなりの信頼をもたれているようである。戦闘では活躍する様子は見られないが、軍資金の管理などを任されている。
英鈴（えいりん）
夏侯淵の姪。父母は物語冒頭で殺害されてしまったが、のちには夏侯淵の養女となる。張飛に命を救われて以来、張飛を「兄さん」と慕っている。本人は張飛と結婚する気らしい。
張角（ちょうかく）
黄巾族の首領。劉備と供に南華老仙のもとで仙術を修行、さらに左慈によって身体改造を施され、南華老仙すら得ることができなかった絶対硬化の術を会得した。この絶対硬化がかかっている間は刃物などで体にダメージを与えることができない。しかし、術を使うには精神を集中させることが必要であり、効かぬとはいえ殴られ続ければアザくらいはできる。関羽・張飛との戦闘中に寿命で死亡した。新装版では絶対硬化は張角の持つ杖（仙人の作った道具）の力と設定されている。
呂布（りょふ）
物語冒頭で黄巾賊として張飛を殺害した人物。このころは良質の筋肉を持ってはいたが、いかんせん小柄であまり強くなかった。のち、張飛と再会した時に腕を切り落とされて死に掛けているところを北斗によって救われ、同時に身体改造を受け、驚異の身体能力を得る。
左慈（さじ）
物語の鍵となる仙女。隻眼なのかは不明だが、右目を包帯で隠している。張角に身体改造をしたり、張宝に妖術のかかった杖を与えるなど黄巾に協力していた。張角には憧れていたらしく、彼の死には涙を流していた。

## アイテム
蛇矛（だぼう）
死の淵から復活した張飛が山の中で見つけた武器。自らの意思を持っており、張飛とは会話可能。味方という訳ではなく、隙あらば張飛の体をのっとろうとしている。また、張飛ら仙人の作った武器のたぐいを所持するものは、その武器を破壊されると体が腐って死亡するというリスクを負っている。ただ、鄧茂との戦いで入ったヒビが何時の間にか直っていることから、自己復元能力のようなものがあると見られる。
紅真珠（くれないしんじゅ）
劉備の持つ首飾り。なにやら不思議な作用があり、「絶対魅了」を使用する際にはこれを手にかざす必要があるようである。なお、張飛の蛇矛にも紅真珠に似た装飾がついている。

## 既刊一覧

### 旧版
- 吉永裕介 『ランペイジ』 講談社 〈アッパーズKC〉、全3巻
  1. 2004年5月7日第1刷発行（同日発売）、ISBN 4-06-346244-7
  2. 2004年9月9日第1刷発行（同日発売）、ISBN 4-06-346255-2
  3. 2004年12月9日第1刷発行（同日発売）、ISBN 4-06-346270-6

### 新装版
『FlexComixブラッド』→『FlexComixネクスト』に再録掲載されたものを収録。表紙などに多数の描き下ろしページが存在する。
- 吉永裕ノ介 『ランペイジ』 発行：フレックスコミックス / 発売：ソフトバンククリエイティブ 〈Flex Comix〉、全3巻
  1. 2008年4月25日初版第1刷発行（4月12日発売）、ISBN 978-4-7973-4755-5
  2. 2008年8月20日初版第1刷発行（8月12日発売）、ISBN 978-4-7973-4962-7
  3. 2008年11月20日初版第1刷発行（11月12日発売）、ISBN 978-4-7973-5107-1

### 新装版2
2012年2月以降、フレックスコミックスより発行される全ての書籍の発売元がソフトバンククリエイティブから変更になったため、重版的な意味合いで再出版された新装版。そのため本自体は奥付などの出版社表記とISBNコード以外に変更は無く、続巻が出版される場合はこちらから発行される（ただし『COMIC メテオ』に移籍した作品は新たに創刊される〈メテオCOMICS〉より刊行予定であるため、本作がどちらのレーベルから発行されるかは未定である）。
- 吉永裕ノ介 『ランペイジ』 発行：フレックスコミックス / 発売：ほるぷ出版 〈Flex Comix〉、既刊3巻[注 2]
  1. 2012年2月1日初版第1刷発行（2月発売）、ISBN 978-4-593-85671-8
  2. 2012年2月1日初版第1刷発行（2月発売）、ISBN 978-4-593-85672-5
  3. 2012年2月1日初版第1刷発行（2月発売）、ISBN 978-4-593-85673-2